# Szklana korporacja
Szklana korporacja (ang. glass corporation) – jeden z wymiarów w koncepcji Jacka Welcha przedstawiający model korporacji, w której firma otwarta jest na informacje z zewnątrz zarówno jak i swobodę wymiany informacji, debaty i dyskusje w jej wnętrzu.